# Václav Pšenička (1931–2015)
Václav Pšenička (ur. 14 maja 1931 w Pradze, zm. 31 grudnia 2015 tamże) – czechosłowacki sztangista, wielokrotny medalista mistrzostw Europy.

## Kariera
Swój pierwszy medal na arenie międzynarodowej wywalczył podczas mistrzostw Europy w Sztokholmie w 1953 roku, gdzie zdobył srebrny medal w wadze średniej. Na rozgrywanych rok później mistrzostwach Europy w Wiedniu wystartował w wadze lekkociężkiej, zdobywając brązowy medal. W tej samej kategorii wagowej zdobył następnie srebrne medale podczas ME w Monachium (1955), ME w Helsinkach (1956) i ME w Katowicach (1957). W 1958 roku przeniósł się do wagi półciężkiej, zdobywając brązowy medal na mistrzostwach Europy w Sztokholmie. Rok później powrócił do wagi lekkociężkiej i wywalczył kolejny brązowy medal podczas mistrzostw Europy w Warszawie.
W 1952 roku wystartował na igrzyskach olimpijskich w Helsinkach, gdzie w wadze średniej był jedenasty. Na rozgrywanych cztery lata później igrzyskach olimpijskich w Melbourne zajął szóstą pozycję w wadze lekkociężkiej. Nigdy nie zdobył medalu mistrzostw świata.
Jego ojciec, Václav Pšenička, także był sztangistą, dwukrotnym wicemistrzem olimpijskim.